# Georg Hirth
Pour les articles homonymes, voir Hirth.
Georg Hirth (né le 13 juillet 1841 à Gräfentonna, arrondissement de Gotha, duché de Saxe-Cobourg et Gotha et mort le 28 mars 1916 à Tegernsee) est un statisticien allemand, écrivain économique, journaliste et éditeur.

## Biographie
Georg Hirth, frère du peintre Rudolf Hirth du Frênes et du sinologue Friedrich Hirth, est d'abord apprenti à l'« Institut géographique de Perthes » à Gotha de 1857 à 1862. Il étudie ensuite l'économie à l'Université de Leipzig, où il édite simultanément la Deutsche Turnzeitung (de) de 1863 à 1866. À partir de 1867, il est membre du «Séminaire statistique» fondé par Ernst Engel (1821-1896) en 1862 et en même temps secrétaire de la « Viktoria National Invalidenstiftung » à Berlin. Il y travaille comme employé du magazine Die Gartenlaube. En 1867, il commence à publier l'almanach parlementaire à Berlin (15. 1884) et 1868 des Annales de la Confédération de l'Allemagne du Nord, appelée depuis 1871 Annalen des Deutschen Reichs, qu'il publie à partir de 1882 avec Max von Seydel (de), le directeur du "Bureau statistique royal bavarois" (aujourd'hui l' Office d'État bavarois pour les statistiques et traitement des données). De 1869 à 1870, il est membre de la "Commission pour la formation continue des statistiques" de l'Union douanière allemande .
En 1870, il épouse Elise Knorr, la fille de l'éditeur munichois Julius Knorr (de). De 1870 à 1871, il est le rédacteur politique et commercial de l'Augsburger Allgemeine Zeitung. Depuis le milieu des années 1870, il oriente ses activités journalistiques vers la promotion des arts et de l'artisanat et réalise par de nombreuses publications l'artisanat et la connaissance de l'histoire culturelle des services précieux.
En 1875, il fonde avec son beau-frère Thomas Knorr (1851-1911) et avec l'aide financière de 40000 marks de son beau-père et de son père Julius Knorr dirige l'imprimerie Knorr & Hirth. Il est copropriétaire du Münchner Neueste Nachrichten (de), dont il reprend la direction d'August Vecchioni (de) en 1881 et dont il fait un journal libéral de premier plan; il est également éditeur à Munich.
En 1894, "Knorr & Hirth, Buch- und Künsterei oHG" est fusionnée avec l'éditeur de journaux et transformée en société à responsabilité limitée.
En 1896, il fonde avec Fritz von Ostini (de) le magazine Jugend sous-titré «Münchner Illustrierte Wochenschrift für Kunst und Leben» comme porte-parole de la scène artistique et littéraire munichoise de l'époque. Le magazine existe jusqu'en 1940 et donne son nom à l'Art Nouveau .

## Travaux
- Statistisches Jahrbuch der Turnvereine. Leipzig 1863 und 1865.
- Das gesamte Turnwesen. Leipzig 1865.
- Freisinnige Ansichten der Volkswirtschaft. 3. Auflage. Leipzig 1876.
- zahlreiche Abhandlungen und statistische Untersuchungen in seinen Annalen
- Herausgeber: Tagebuch des deutsch-französischen Kriegs. Leipzig 1870–1874
- Der Formenschatz der Renaissance. 1877 ff. (ab 1879 unter dem Titel Der Formenschatz)
- Das deutsche Zimmer der Gothik und Renaissance, des Barock-, Rococo- und Zopfstils: Anregungen zu häuslicher Kunstpflege. Hirth, München 1886. (Digitalisat)
- Kulturgeschichtliches Bilderbuch aus drei Jahrhunderten. 1883 ff.
- Wege zur Freiheit. München 1903.
- Herausgeber einer Reihe von Faksimile-Reproduktionen altdeutscher Holzschnittwerke und Zeichnungen von Albrecht Dürer, Hans Holbein, Lucas Cranach, Jost Amman, Virgil Solis u. a. in der Liebhaber-Bibliothek alter Illustratoren. 1880 ff.